# Zvezda (Station spatiale internationale)
Pour les articles homonymes, voir Zvezda.
Module de l'ISS
Zvezda (en russe : Звезда, signifiant étoile), DOS-8, ou encore module de service Zvezda, est un module de la Station spatiale internationale (ISS). Il est chronologiquement le troisième module de la station, et comprend une partie des équipements de vie de la Station et permet d'héberger deux membres d'équipage. C'est le centre structurel et fonctionnel de la partie russe de la Station.
Le module est construit par la société RKK Energia. Zvezda est lancé par un lanceur Proton le 12 juillet 2000 depuis le cosmodrome de Baïkonour et s'amarre au module Zarya le 26 juillet 2000.

## Historique

### Contexte

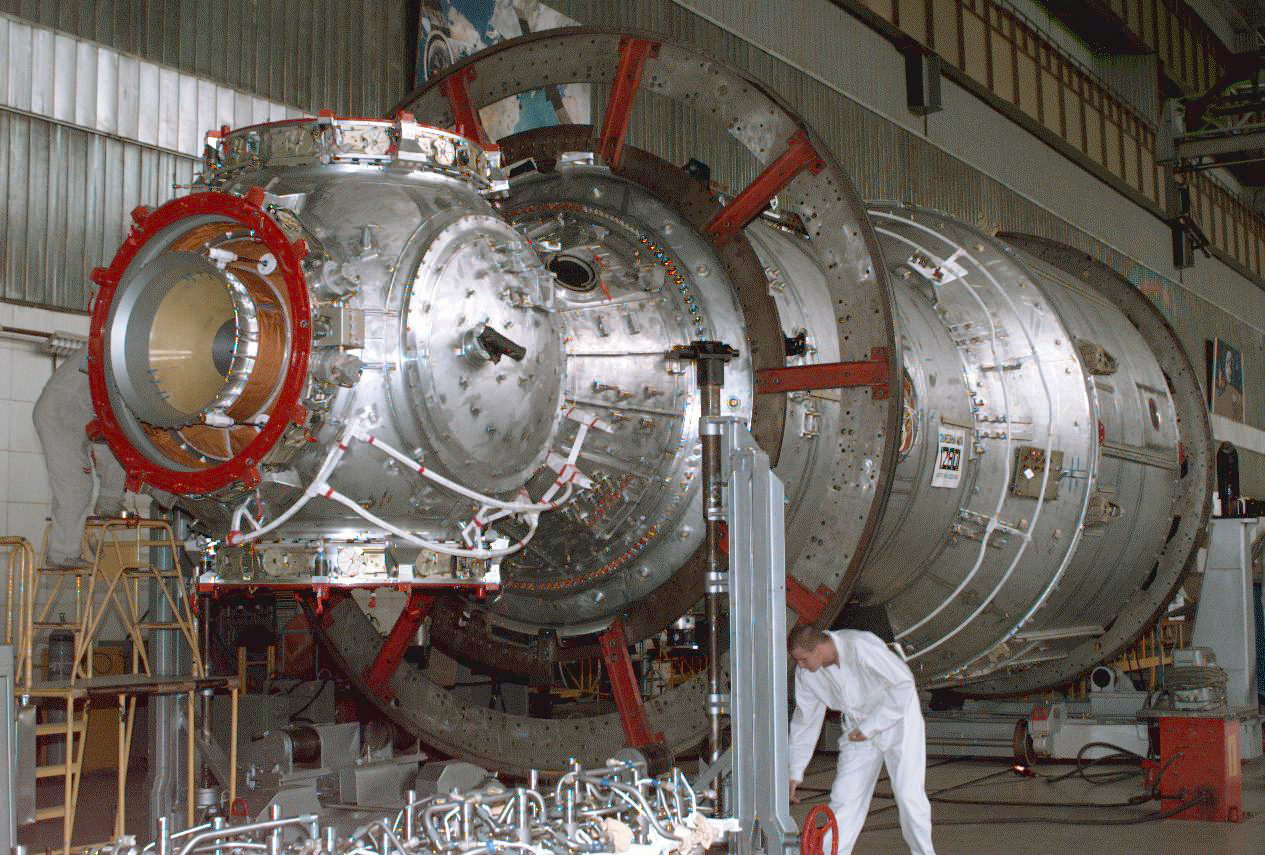
Le module Zvezda en construction.

La structure de base de Zvezda, baptisée « DOS-8 », est construite dans les années 1980 pour être le cœur de la station spatiale Mir-2 qui doit remplacer la station Mir. Elle possède par conséquent un agencement similaire au module central de Mir (DOS-7) et est pendant longtemps dénommé Mir-2 dans son usine de fabrication. Sa conception est issue d'un long héritage remontant à Saliout 1. La structure est achevée en février 1985 et les principaux composants internes installés en octobre 1986. RKK Energia propose logiquement que Zvezda soit le premier élément de la Station spatiale, mais des considérations politiques amène à lancer d'abord le module russo-américain Zarya dérivé du vaisseau TKS.

### Lancement et amarrage à la station spatiale
Le 26 juillet 2000, Zvezda est lancé par un lanceur Proton depuis le cosmodrome de Baïkonour et s'amarre automatiquement au port d'amarrage de Zarya situé à l'opposé du module américain Unity. Il devient ainsi le troisième composant de la Station spatiale. Quelques semaines plus tard, la gestion de la Station spatiale est transférée des ordinateurs de Zarya à ceux de Zvezda. Plus tard dans le mois, le pilotage automatique de la Station est transféré des ordinateurs de Zarya à ceux de Zvezda. Du fait des difficultés financières de la Russie, Zvezda est lancé sans doublure ni assurance. À cause du risque induit, la NASA commence la construction du Module de contrôle provisoire au cas où le module de service est détruit au lancement ou retardé de manière significative. Cependant, comme ce nouveau module n'assure que la fonction de propulsion, l'occupation humaine permanente de la Station est reportée de plusieurs années.
Le 11 septembre 2000, Edward Tsang Lu et Iouri Malenchenko de la mission STS-106 de la navette spatiale américaine achèvent la connexion entre les modules Zvezda et Zarya au cours d'une sortie extravéhiculaire de 6 heures 14 minutes pendant laquelle ils connectent neuf câbles (4 d'alimentation électrique, 4 de données et vidéo et une fibre optique dédiée aux fonctions télémétriques). Les moteurs de Zvezda prennent désormais le relais de Zarya pour le contrôle d'attitude et les corrections d'orbite. Le rôle de Zarya se cantonne au stockage d'équipements et de carburants. Le lendemain, 12 septembre 2000 à 17 h 20 TU, les membres de STS-106 sont les premiers occupants à pénétrer dans le module.

### Zvezda opérationnel
L'expédition 1, premier équipage permanent de la Station spatiale internationale, prend possession des lieux le 2 novembre 2000. Zvezda fournit les premiers quartiers d'habitation, équipements de vie, systèmes de communication, de distribution d'électricité, de traitement de données, de navigation et de propulsion à la station. Ces équipements sont ensuite complétés et étendus par les composants ultérieurs. Les deux moteurs-fusées principaux peuvent servir à hausser l'altitude de la Station, ce qui est fait pour la première fois le 25 avril 2007.

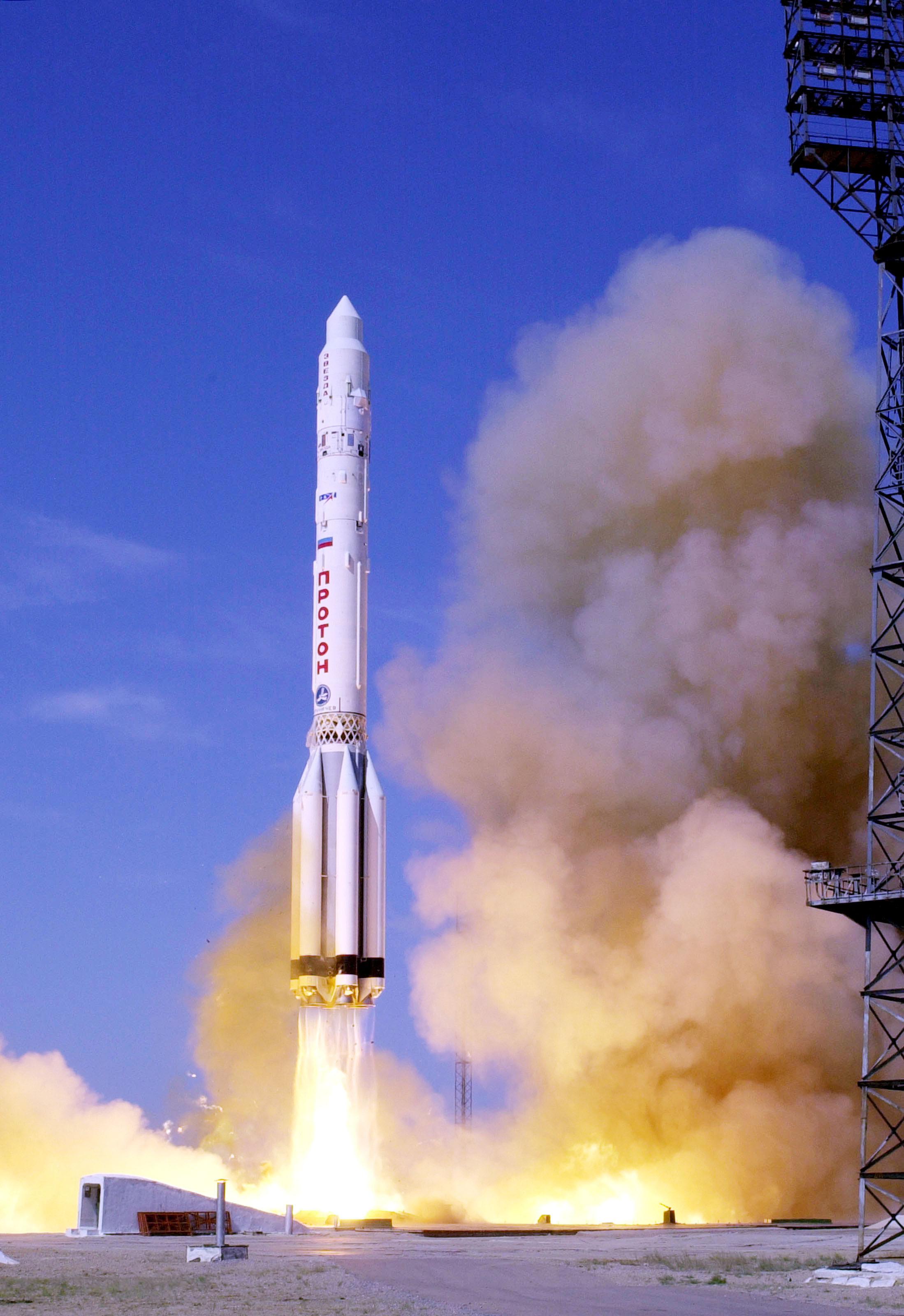
Lancement du module Zvezda par un lanceur Proton.

## Caractéristiques techniques
Zvezda se compose de trois sous-ensembles : à l'arrière la chambre intermédiaire (PK) au bout de laquelle se trouve un unique port d'amarrage passif, la partie principale ou compartiment de travail (RO) et à l'avant un compartiment de transfert (PKhO) sphérique comportant trois ports d'amarrage passif :
- La chambre intermédiaire PK (Promezhutochnaya Kamera) est une zone pressurisée longue de 2,34 mètres et de 2,34 mètres de diamètre. Le port d'amarrage situé à son extrémité est de type passif et accueille le vaisseau Soyouz ou les cargos spatiaux russes Progress et européen ATV. Cette extrémité du module constitue l'arrière de l'enfilade des cinq modules pressurisés formant la colonne vertébrale de la Station spatiale internationale. Derrière la paroi cylindrique délimitant cette zone pressurisée se trouvent les différents moteurs-fusées permettant de modifier l'orientation ou de remonter l'orbite de la Station spatiale. Sur cette zone non pressurisée, baptisé compartiment d'assemblage ou AO (Agretatnyi Otsek) se trouve également différentes antennes ainsi que sur l'arrière une caméra utilisée pour surveiller les phases d'amarrage.
- Le compartiment de travail RO (Rabochii Otsek) est la partie la plus volumineuse du module et contient à la fois des systèmes de support de vie, des instruments, et les quartiers des équipages. Le compartiment est long de 7,7 mètres et comprend en tout 14 hublots. Sur le plan structurel il est constitué de deux cylindres de diamètre différents joints par une section conique :
  - Le compartiment des instruments PO (Priboroi Otsek) est la plus petite des parties avec une longueur de 2,5 mètres et un diamètre de 2,9 mètres. On y trouve le poste informatique utilisé par le responsable du segment russe de la Station spatiale
  - Le compartiment d'habitation ZhO (Zhloi Otsek) situé à l'arrière de la section PO est longue de 2,9 mètres avec un diamètre de 4,1 mètres. Il contient notamment deux petites cabines pour l'équipage mesurant 0,73 × 0,85 × 1,89 m, un petit compartiment toilette de 1,2 m3. Une table rabattante permet de préparer les plats et un tapis roulant situé en son centre est utilisé par les astronautes pour combattre l'atrophie de leurs muscles en apesanteur. Cette partie du module contient également une partie du système de support vie de la Station : des filtres à CO² Vozdukh et des générateurs d'oxygène Elektron.
- Le compartiment de transfert PKhO (Perekhodniy Otsek) est une sphère de 2,78 m de diamètre intérieur comportant trois ports d'amarrage dont 1 situé dans l'axe qui relie Zvezda à Zarya, les deux autres sont radiaux. Le module d'amarrage Poisk est amarré depuis 2009 au zénith. Le module Nauka, dernier module de la station, est amarré en 2021 au nadir (port d'amarrage tourné vers la Terre). Ce compartiment, qui peut être isolé du reste du module par une écoutille, est conçu pour servir de sas de rechange. Mais en cas d'avarie de l'écoutille, la liaison avec le reste de la Station devient impossible, c'est pourquoi cette possibilité n'a jamais été utilisée.

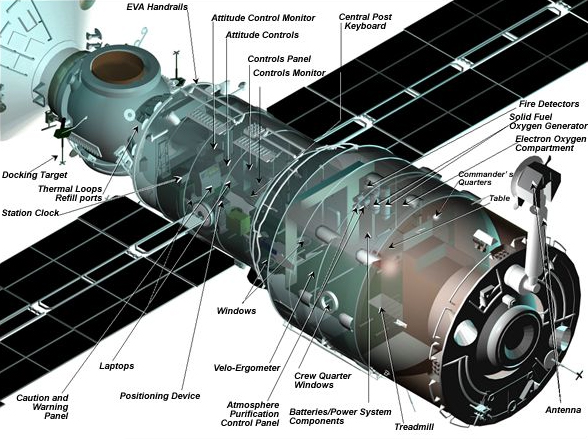
La configuration du module.

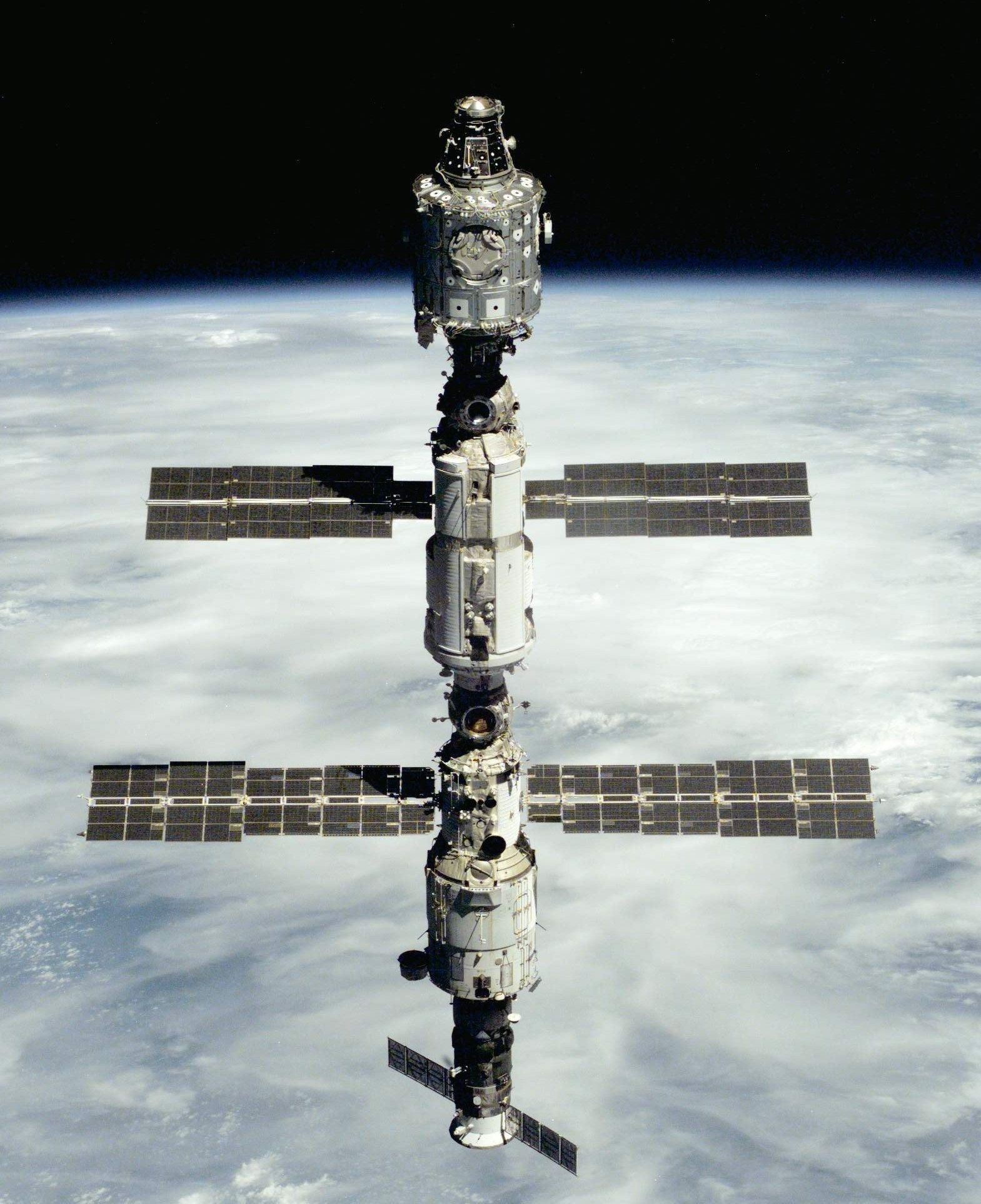
Les modules Zvezda, Zarya et Unity vu par STS-106.

Zvezda héberge notamment les équipements suivants :
- Des quartiers d'habitation pour deux astronautes, dont :
  - un tapis de course conçu par la NASA (Treadmill Vibration Isolation System, qui annule les secousses engendrées par son utilisation[8]) et un vélo d'intérieur pour les exercices.
  - des toilettes et autres équipements d'hygiène.
  - une cuisinette avec réfrigérateur et congélateur.
- Le système Elektron qui récupère l'humidité par liquéfaction et les eaux usées pour fournir par électrolyse de l'hydrogène (relâché dans le vide) et l'oxygène pour la respiration des occupants. Cette eau de récupération peut être consommée par les astronautes en cas d'urgence, mais d'ordinaire, ce sont les réserves approvisionnées depuis la Terre qui sont utilisées.
- Le système Vozdukh d'absorption du dioxyde de carbone.
- Les principaux ordinateurs russes de guidage et de navigation.
- Quatorze hublots (dont trois de 7,5 cm de diamètre dans le compartiment de transfert, et un de 40 cm dans le compartiment de travail).
- Seize petits réacteurs et deux gros pour la propulsion.
- Huit accumulateurs pour le stockage d'énergie.

Le système Elektron subit plusieurs pannes et nécessite une maintenance poussée, requérant que l'équipage recours aux cartouches de production d'oxygène à combustible solide (communément appelée « bougies d'oxygène », qui sont responsables d'un incendie à bord de Mir).

Zvezda
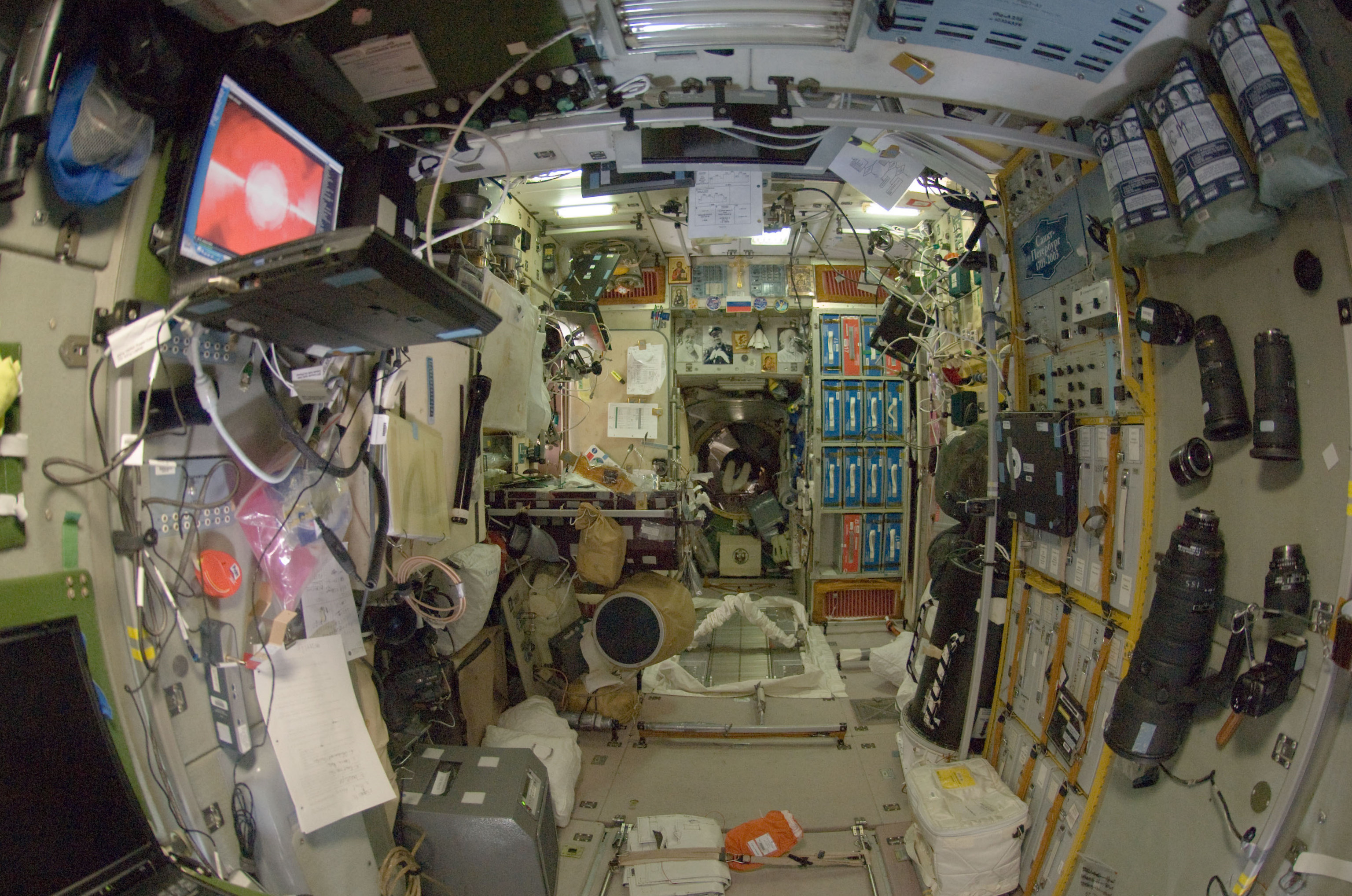
Vue en enfilade du compartiment principal.
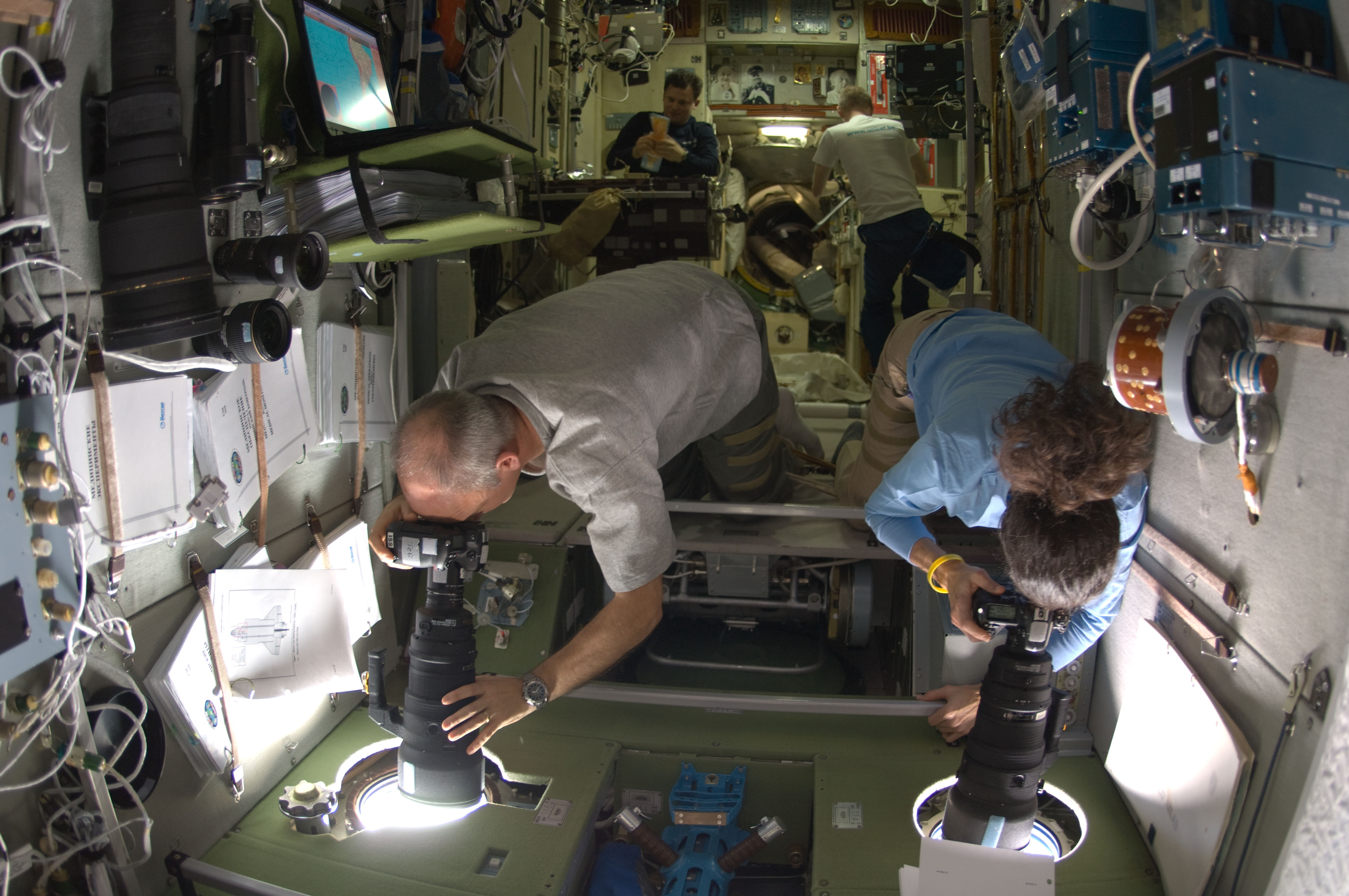
Prise de photos par les hublots de la station dans la partie la plus étroite du module.
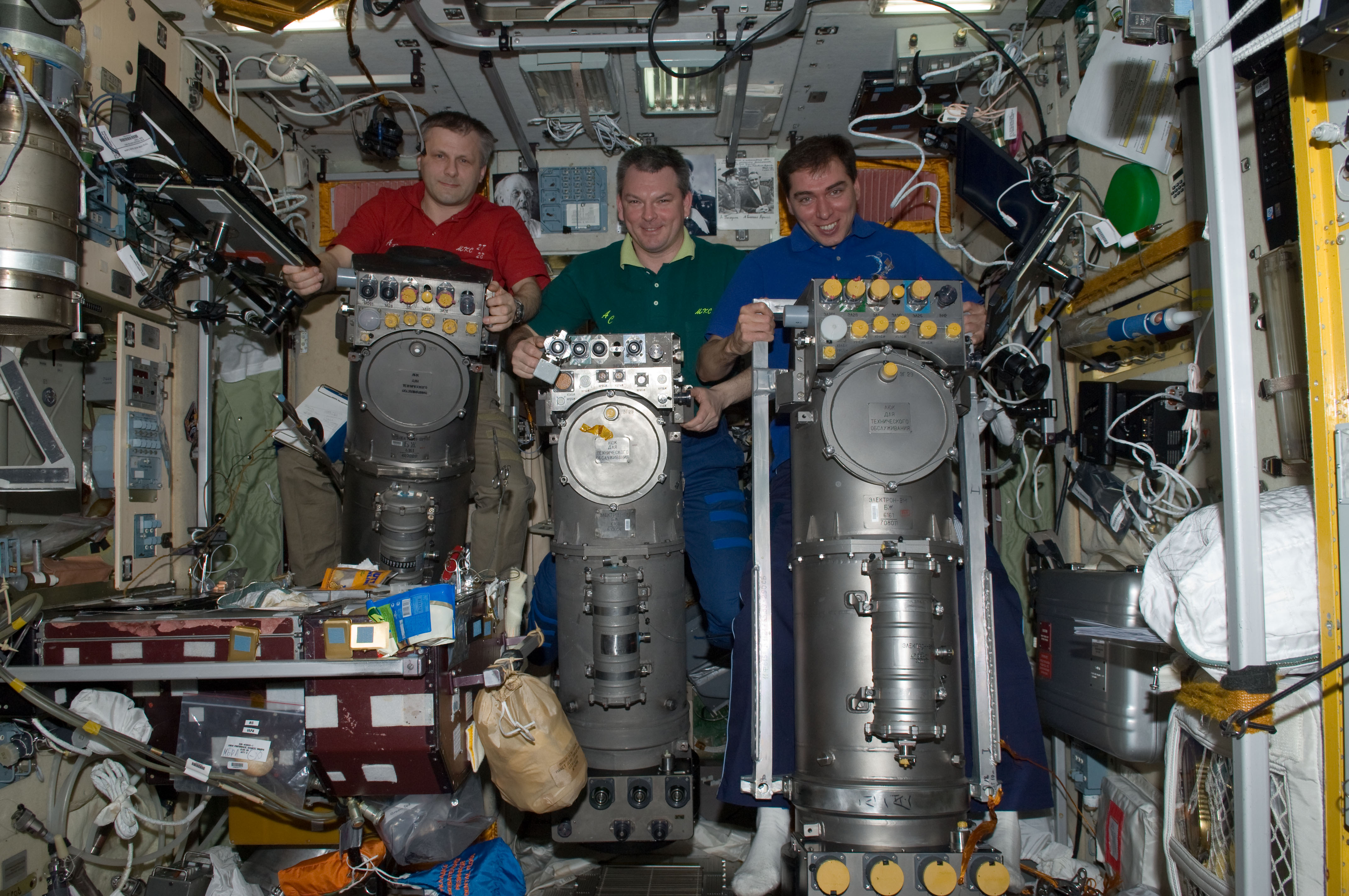
Les systèmes Elektron de production d'oxygène.